# Кругель Малий
Кругель Малий (пол. Kruhel Mały) — частина міста Перемишль в Підкарпатському воєводстві, у Польщі, у межах етнічної української території Надсяння. Раніше було приміським селом, називалося також Кругель Францисканський.

## Історія
В селі до виселення українців знаходилась філіальна мурована церква Введення Пресвятої Богородиці, збудована в 1842 р., належала до греко-католицької парохії в Пралківці Перемиського деканату Перемишльської єпархії.
У 1880 р. село належало до Перемишльського повіту Королівства Галичини та Володимирії Австро-Угорської імперії, у селах Кругель Малий і Кругель Великий було 443 жителі.
1 серпня 1934 р. село увійшло в об'єднану сільську ґміну Журавиця в Перемишльському повіті Львівського воєводства внаслідок об'єднання дотогочасних (збережених від Австро-Угорщини) громад сіл (ґмін).
У 1939 році в селі проживало 700 мешканців (120 українців, 575 поляків, 5 євреїв).
12 вересня 1939 року нацисти окупували село, однак вже 27 вересня 1939 року мусіли відступити, оскільки за пактом Ріббентропа-Молотова воно належало до радянської зони впливу. За кілька місяців село ввійшло до Перемишльського району Дрогобицької області. В червні 1941, з початком Радянсько-німецької війни, територія знову була окупована німцями. В липні 1944 року радянські війська оволоділи селом. Українців примусово мобілізували в Червону армію. В березні 1945 року село віддане Польщі, а українське населення в 1945—1947 роках піддане етноциду — виселено в СРСР та на понімецькі землі.
Надалі село включене до складу міста.

## Населення
В 1831 році в селі проживало 16 греко-католиків, у 1881  — 50 греко-католиків, в 1937 — 117 греко-католиків.